# Stenospermation wallisii
Stenospermation wallisii är en kallaväxtart som beskrevs av Maxwell Tylden Masters. Stenospermation wallisii ingår i släktet Stenospermation och familjen kallaväxter. Inga underarter finns listade.